# Náměstí Svatého Floriána
Náměstí Svatého Floriána (oficiálně nám. Sv. Floriána) v Kopytově (místní části čtvrti Šunychl v Bohumíně v okrese Karviná v Moravskoslezském kraji) je nejmenší náměstí v České republice. Náměstí má plošnou rozlohu 8 x 7 m (56 m²) a bylo dne 30. července 2011 zapsáno do České knihy rekordů. Náměstí se nachází mezi kaplí svatého Jana Nepomuckého a hasičskou zbrojnicí v nadmořské výšce 195 m. Náměstí bylo vybudováno po opravě kaple v roce 2010 a na návrh místních dobrovolných hasičů je pojmenováno po ochránci hasičů - Floriánovi. Na náměstí je umístěna lavička, historická lampa, informační naučná tabule s historií Kopytova a také hraniční kámen z roku 1742 s vytesanou císařskou korunou a dalším letopočtem 1883. Hraniční kámen byl nalezen v roce 2004 poblíž blízkého soutoku řek Odry a Olše. Podle některých informaci je náměstí Svatého Floriána také nejmenším náměstím v Evropě.

## Další informace
K místu vedou také cyklostezky, turistická stezka a také Naučná stezka Hraniční meandry Odry.

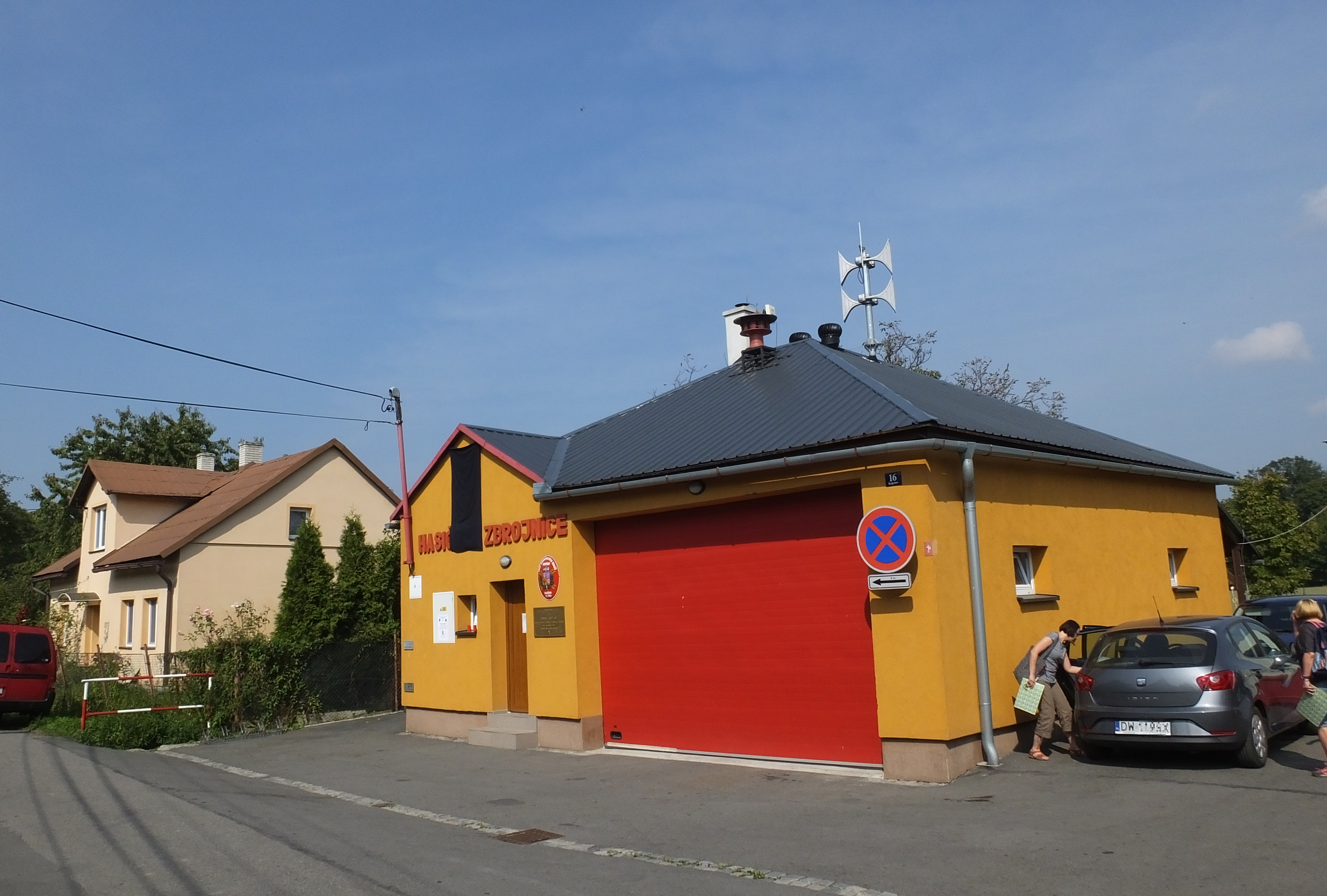
Hasičská zbrojnice na náměstí